# Laird's lug
 (septembre 2017).
Un laird's lug (terme écossais, "lord's ear" en anglais ; signifiant les "oreilles du maître") est une alcôve secrète juxtaposée aux salles à manger de la plupart des châteaux écossais du Moyen Âge.
Le maître des lieux s'en servait afin d'espionner ses invités lors de réceptions.

## Exemples de Laird's lugs
- Le laird's lug du château d'Edimbourg[1] a été construit sous la forme d'une fenêtre barrée de fer près du plafond de la salle à manger, à côté de la cheminée. Le roi James IV s'en servait régulièrement. Mikhail Gorbatchev, alors dirigeant de l'URSS, ordonna aux services secrets soviétiques de fermer cette alcôve pour des raisons de sécurité lors d'une visite dans le château en 1984[2].
- Le château de Muchall[3] (en), en Écosse, possède lui aussi un laird's lug.

## Dans la culture populaire
L'épisode 6 de la quatrième saison de la série policière Castle (2011) relate une série de meurtres ayant été commis dans le living-room d'un manoir soi-disant hanté qui possède en fait un laird's lug, ce qui permettait à l'assassin de surprendre ses victimes. Ce manoir a été construit par un architecte écossais ayant passé son enfance tout près du Château d'Édimbourg, qui lui fournit l'idée de cette pièce secrète.